# Loma Bonita, San Juan Evangelista
Loma Bonita är en ort i Mexiko.   Den ligger i kommunen San Juan Evangelista och delstaten Veracruz, i den sydöstra delen av landet, 500 km öster om huvudstaden Mexico City. Loma Bonita ligger 78 meter över havet och antalet invånare är 563.
Terrängen runt Loma Bonita är platt. Runt Loma Bonita är det glesbefolkat, med 10 invånare per kvadratkilometer. Närmaste större samhälle är El Paraíso, 12,2 km sydväst om Loma Bonita. Omgivningarna runt Loma Bonita är en mosaik av jordbruksmark och naturlig växtlighet.